# Суспензійний ефект
Суспензійний ефект (рос. эффект суспензии [Поллмана, Вигнера], англ. suspension [Pallmann, Wiegner] effect) —
1. В йон-селективних електродах — поява різниці в активності йонів при вимірюванні її в розчині, що містить суспензію та в тому, де її немає (супернативному).
2. Поява електрорушійної сили Донана між суспензією та її рівноважною рідиною.

Синоніми — ефект Полмена, ефект Вігнера.